# Campeonato Mundial de Remo de 2015
El XLV Campeonato Mundial de Remo se celebró en Aiguebelette (Francia) entre el 30 de agosto y el 6 de septiembre de 2015 bajo la organización de la Federación Internacional de Sociedades de Remo (FISA) y la Federación Francesa de Remo.
Las competiciones se realizaron en el lago de Aiguebelette, ubicado al norte de la ciudad francesa.

## Medallistas

### Masculino
| Evento                                 | Oro | Plata | Bronce |
| -------------------------------------- | --- | --- | --- |
| Scull individual M1X (06.09)           | Ondřej Synek · República Checa · 6:54,76 | Mahé Drysdale Nueva Zelanda 6:55,10 | Mindaugas Griškonis · Lituania · 6:57,64 |
| Doble scull M2X (06.09)                | Martin Sinković · Valent Sinković · Croacia · 6:03,33 | Rolandas Maščinskas · Saulius Ritter · Lituania · 6:05,31 | Robert Manson Christopher Harris Nueva Zelanda 6:06,73 |
| Cuatro scull M4X (05.09)               | Karl Schulze · Philipp Wende · Lauritz Schoof · Hans Gruhne · Alemania · 5:53,22                                                                                      | David Crawshay Karsten Forsterling Cameron Girdlestone David Watts Australia 5:54,75                                                                                             | Andrei Jämsä Allar Raja Tõnu Endrekson Kaspar Taimsoo Estonia 5:56,34 |
| Dos sin timonel M2- (05.09)            | Eric Murray Hamish Bond Nueva Zelanda 6:15,83 | James Foad Matthew Langridge Reino Unido 6:22,35 | Miloš Vasić Nenad Beđik Serbia 6:25,36 |
| Dos con timonel M2+ (04.09)            | Nathaniel Reilly-O'Donnell Matthew Tarrant Henry Fieldman (t) Reino Unido 6:51,31                                                                                     | Jakob Schneider · Clemens Ernsting · Jonas Wiesen (t) · Alemania · 6:57,36 | Viktor Pivač Martin Mačković Luka Mladenović (t) Serbia 6:59,53 |
| Cuatro sin timonel M4- (05.09)         | Marco Di Costanzo · Matteo Castaldo · Matteo Lodo · Giuseppe Vicino · Italia · 5:46,78                                                                                | William Lockwood Joshua Dunkley-Smith Spencer Turrin Alexander Hill Australia 5:48,74                                                                                            | Scott Durant Alan Sinclair Thomas Ransley Stewart Innes Reino Unido 5:49,00 |
| Ocho con timonel M8+ (06.09)           | Matthew Gotrel Constantine Louloudis Peter Reed Paul Bennett Mohamed Sbihi Alexander Gregory George Nash William Satch Phelan Hill (t) Reino Unido 5:36,18            | Maximilian Munski · Malte Jakschik · Maximilian Reinelt · Eric Johannesen · Anton Braun · Felix Drahotta · Richard Schmidt · Hannes Ocik · Martin Sauer (t) · Alemania · 5:36,36 | Dirk Uittenbogaard · Boaz Meylink · Kaj Hendriks · Boudewijn Röell · Olivier Siegelaar · Tone Wieten · Mechiel Versluis · Robert Lücken · Peter Wiersum (t) · Países Bajos · 5:38,09 |
| Scull individual ligero LM1X (04.09)   | Adam Ling Nueva Zelanda 6:53,80 | Rajko Hrvat Eslovenia 6:54,59 | Miloš Stanojević Serbia 6:55,88 |
| Doble scull ligero LM2X (05.09)        | Stany Delayre Jérémie Azou Francia 6:13,38 | William Fletcher Richard Chambers Reino Unido 6:15,15 | Kristoffer Brun · Are Strandli · Noruega · 6:15,62 |
| Cuatro scull ligero LM4X (04.09)       | Maxime Demontfaucon Damien Piqueras Pierre Houin Morgan Maunoir Francia 5:48,50                                                                                       | Roman Acht · Daniel Lawitzke · Philipp Grebner · Jonathan Rommelmann · Alemania · 5:48,81                                                                                        | Emil Espensen Andrej Bendtsen Mathias Larsen Oscar Petersen Dinamarca 5:50,41 |
| Dos sin timonel ligero LM2- (04.09)    | Joel Cassells Sam Scrimgeour Reino Unido 6:29,40 | Augustin Mouterde Théophile Onfroy Francia 6:32,02 | Jonas Kilthau · Matthias Arnold · Alemania · 6:34,53 |
| Cuatro sin timonel ligero LM4- (06.09) | Lucas Tramèr · Simon Schürch · Simon Niepmann · Mario Gyr · Suiza · 5:55,31                                                                                           | Kasper Jørgensen Jens Vilhelmsen Jacob Barsøe Jacob Larsen Dinamarca 5:57,58 | Franck Solforosi Thomas Baroukh Thibault Colard Guillaume Raineau Francia 5:58,22 |
| Ocho con timonel ligero LM8+ (04.09)   | Tobias Schad · Simon Barr · Torben Neumann · Florian Roller · Tobias Franzmann · Stefan Wallat · Claas Mertens · Can Temel · Felix Heinemann (t) · Alemania · 5:38,92 | Gaël Chocheyras Alexis Guérinot Clément Duret Thibault Lecomte Clément Fonta Vincent Cavard Clément Roulet-Dubonnet Fabrice Moreau Thibaut Hacot (t) Francia 5:40,14             | Tobin McGee John Devlin Christopher Lambert Peter Schmidt Phillip Henson Alex Twist David Smith Matthew Lenhart John Carlson (t) Estados Unidos 5:40,41                              |

## Medallero
| Núm. | País            | Oro | Plata | Bronce | Total |
| ---- | --------------- | --- | ----- | ------ | ----- |
| 1    | Nueva Zelanda   | 5   | 3     | 1      | 9     |
| 2    | Reino Unido     | 4   | 6     | 1      | 11    |
| 3    | Alemania        | 3   | 4     | 2      | 9     |
| 4    | Estados Unidos  | 3   | 0     | 3      | 6     |
| 5    | Francia         | 2   | 2     | 1      | 5     |
| 6    | Australia       | 1   | 2     | 0      | 3     |
| 7    | República Checa | 1   | 1     | 0      | 2     |
| 8    | Croacia         | 1   | 0     | 0      | 1     |
| 8    | Italia          | 1   | 0     | 0      | 1     |
| 8    | Suiza           | 1   | 0     | 0      | 1     |
| 11   | Dinamarca       | 0   | 1     | 1      | 2     |
| 11   | Lituania        | 0   | 1     | 1      | 2     |
| 13   | Eslovenia       | 0   | 1     | 0      | 1     |
| 13   | Grecia          | 0   | 1     | 0      | 1     |
| 15   | Países Bajos    | 0   | 0     | 3      | 3     |
| 15   | Serbia          | 0   | 0     | 3      | 3     |
| 17   | China           | 0   | 0     | 2      | 2     |
| 18   | Canadá          | 0   | 0     | 1      | 1     |
| 18   | Estonia         | 0   | 0     | 1      | 1     |
| 18   | Noruega         | 0   | 0     | 1      | 1     |
| 18   | Sudáfrica       | 0   | 0     | 1      | 1     |
|      | TOTAL           | 22  | 22    | 22     | 66    |